# Giuseppe Caselli
Pour les articles homonymes, voir Caselli.
Giuseppe Ugo Caselli (né à Luzzara le 5 juillet 1893  et mort à La Spezia le  19 décembre 1976) est un peintre italien.

## Biographie
Giuseppe Caselli est né à Luzzara ( Émilie-Romagne ). Il était l'élève de Felice Del Santo et Antonio Discovolo. En 1913, il fait la connaissance de Lorenzo Viani . Au cours de la Première Guerre mondiale, Caselli est capturé et interné dans un camp de concentration en Autriche. Après cela, il étudié à l'Académie des Beaux-Arts de Florence, à l'« école libre du nu » 
.   
Avec des œuvres aéropeinture ( aeropainting ), technique issue du futurisme, Caselli participe en 1933 au Premio del Golfo ( Prix du Golfe ) organisé par Filippo Tommaso Marinetti. Très lié à La Spezia, Caselli a dédié son œuvre à la vie de la ville et de la province, et plus particulièrement à la vie dans les Cinque Terre, .
Caselli est mort à La Spezia le 19 décembre 1976 à l'âge de 83 ans.